# Ardisia viminea
Ardisia viminea är en viveväxtart som beskrevs av Ridley. Ardisia viminea ingår i släktet Ardisia och familjen viveväxter. Inga underarter finns listade i Catalogue of Life.